# Science-Fiction-Jahr 1816
Übersicht

◄ | 1812 | 1813 | 1814 | 1815 | Science-Fiction-Jahr 1816 | 1817 | 1818 | 1819 | 1820 | ► | ►►

Weitere Ereignisse

## Neuerscheinungen Literatur
| Deutscher Titel | Deutschsprachiges Erscheinungsjahr | Originaltitel | Autor             | Anmerkungen |
| --------------- | ---------------------------------- | ------------- | ----------------- | ----------- |
| Der Sandmann    | –                                  | –             | E. T. A. Hoffmann |             |